# Áno Voútena
Áno Voútena (grec moderne : Άνω Βούταινα) est une localité située dans le dème de Messíni, dans le district régional de Messénie, dans la périphérie du Péloponnèse, en Grèce.
Selon le recensement de 2021, elle compte 25 habitants.